# HD179527
HD179527 — хімічно пекулярна зоря спектрального класу B9, що має видиму зоряну величину в смузі V приблизно  5,9.
Вона знаходиться у сузір'ї Ліра на відстані близько 979,4 світлових років від Сонця й наближвється до нас зі швидкістю 30км/сек.

## Фізичні характеристики
Зоря HD179527 обертається порівняно повільно навколо своєї осі. Проєкція її екваторіальної швидкості на промінь зору становить  Vsin(i)= 28км/сек.

## Пекулярний хімічний склад
Зоряна атмосфера HD179527 має підвищений вміст Si.

## Магнітне поле
Спектр даної зорі вказує на наявність магнітного поля у її зоряній атмосфері.
Напруженість повздовжної компоненти поля оціненої з аналізу
наявних ліній металів становить  153,0± 353,2 Гаус.